# Solveig Slettahjell
Solveig Slettahjell, född 2 april 1971 i Bærum, är en norsk jazzvokalist. 
Slettahjell gjorde sin skivdebut med albumet Slow Motion Orchestra (2003), som innehåller jazzklassiker som All the Way och My Heart Belongs to Daddy. Albumet släpptes efter festivalen Nattjazz 2002. För det andra albumet, Silver (2004), tog hennes bandet namnet Slow Motion Quintet. År 2005 släppte de Pixiedust.
Efter att ha arbetat med ett uppdrag för Vossajazz Festival (2009) släppte hon musiken på det hyllade albumet Tarpan Seasons (2010). 2012 framträdde hon på Oslo Jazz Festival 2012 med Gregory Porter.
Slettahjell samarbetade med Tord Gustavsen och Sjur Miljeteig och de släppte albumen Natt I Betlehem (2008) och Arven (2013) tillsammans med Nils Økland. 2011 släppte Slettahjell albumet Antologie med Morten Qvenild och 2015 albumet Trails Of Souls med Knut Reiersrud och jazzensemblen The Country.

## Utmärkelser
- 2004: Spellemannprisen i jazzklassen
- 2005: Radka Toneff Memorial Award
- 2005: Kongsberg Jazz Award
- 2011: Gammleng-prisen i jazzklassen[10]

### Diskografi
| Year | Personnel                                                            | Album                 | Label                                                                   | Peak positions |
| Year | Personnel                                                            | Album                 | Label                                                                   | NOR            |
| ---- | -------------------------------------------------------------------- | --------------------- | ----------------------------------------------------------------------- | -------------- |
| 2001 | Solveig Slettahjell                                                  | Slow Motion Orchestra | Curling Legs                                                            | –              |
| 2004 | Solveig Slettahjell Slow Motion Quintet                              | Silver                | Curling Legs Albumet är licensierat för German ACT Company 2006; se och | 23             |
| 2005 | Solveig Slettahjell Slow Motion Quintet                              | Pixiedust             | Curling Legs                                                            | 25             |
| 2006 | Solveig Slettahjell Slow Motion Quintet                              | Good Rain             | Curling Legs (, ACT)                                                    | 28             |
| 2007 | Solveig Slettahjell Slow Motion Quintet                              | Domestic Songs        | Curling Legs (, ACT)                                                    | 30             |
| 2008 | Solveig Slettahjell with Tord Gustavsen och Sjur Miljetei]           | Natt I Betlehem       | Kirkelig Kulturverksted                                                 | 5              |
| 2009 | Solveig Slettahjell Slow Motion Orchestra                            | Tarpan Seasons        | Universal                                                               | 5              |
| 2011 | Solveig Slettahjell (with Morten Qvenild)                            | Antologie             | Universal                                                               | 6              |
| 2013 | Solveig Slettahjell (med Tord Gustavsen, Sjur Miljeteig, Nils Økland | Arven                 | Universal                                                               | 5              |
| 2015 | Solveig Slettahjell och Knut Reiersrud med In The Country            | Trails Of Souls       | ACT                                                                     | -              |